# John Stevens (inventor)
John Stevens, III (1749 — Hoboken, 6 de março de 1838) foi um advogado, engenheiro e inventor estadunidense.

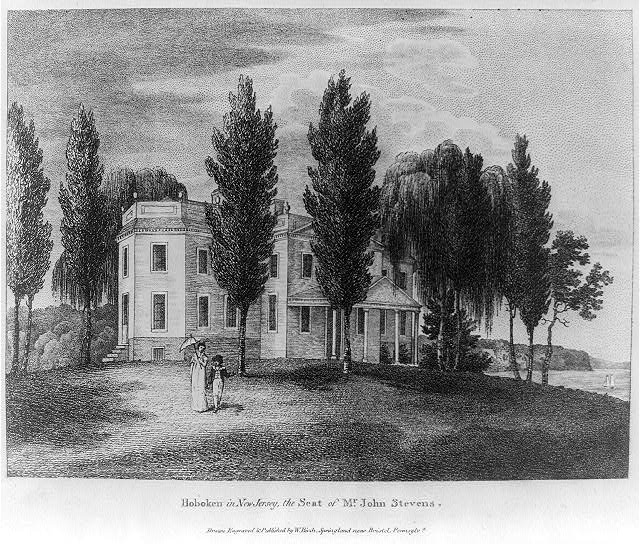
Gravura da fábrica de John Stevens em 1808, Castle Point, Hoboken. Atualmente sede do Instituto de Tecnologia Stevens.

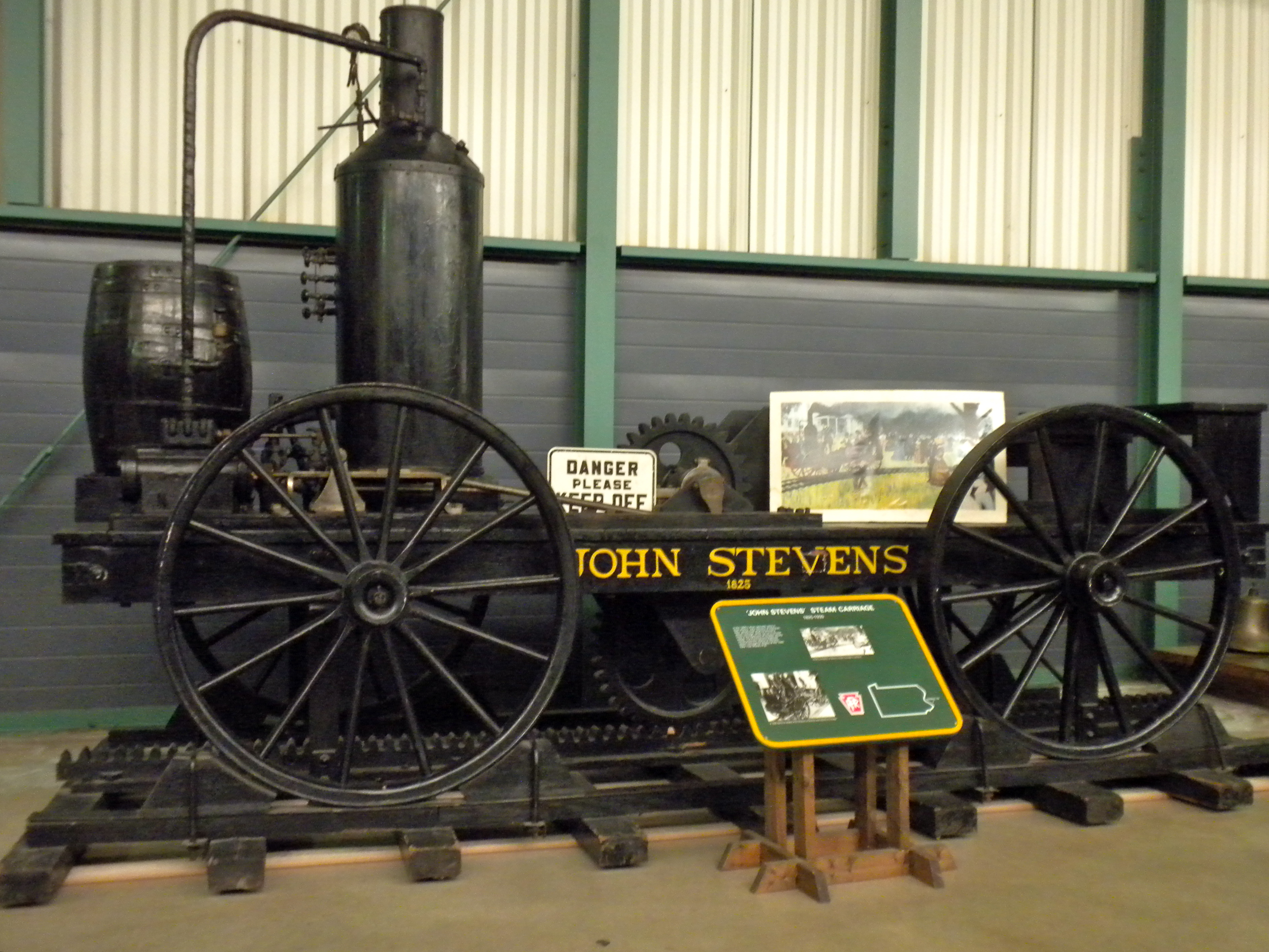
Réplica da carruagem a vapor de John Stevens.